# Trochostilifer entospinea
Trochostilifer entospinea is een slakkensoort uit de familie van de Eulimidae. De wetenschappelijke naam van de soort is voor het eerst geldig gepubliceerd in 1984 door Warén, B.L. Burch & T.A. Burch.